# Fechtpass

Ein gelber Fechtpass aus dem Jahr 2003

Der Fechtpass ist ein vom Deutschen Fechter-Bund e.V. (DFB) ausgegebener Ausweis, der den Besitzer zur Teilnahme an Fechtturnieren in Deutschland berechtigt.

## Ausstellung
Voraussetzung für die Ausstellung ist:
- Mitgliedschaft in einem Fechtverein
- bestandene Turnierreifeprüfung.

Wer den Fechtpass ausstellen darf, ist bundesweit nicht einheitlich geregelt, da der DFB zurzeit die Ausstellung an die Landesfachverbände delegiert hat. Einige Landesfachverbände übernehmen die Ausstellung selbst, einige haben ihre Vereine damit beauftragt.

## Gültigkeit

3 Fechtlizenzen in einem Fechtpass

Ein Fechtpass ist in dem Kalenderjahr gültig, in dem er ausgestellt wurde. Nach Ablauf des Jahres muss der Fechtpass mit einer Klebemarke für jeweils ein weiteres Kalenderjahr verlängert werden (Fechtpassverlängerung).
Der Fechtpass verliert seine Gültigkeit, wenn der Fechter in keinem Fechtverein mehr Mitglied ist.

## Start bei Turnieren
Jeder Fechtpassinhaber ist berechtigt, an Turnieren in ganz Deutschland teilzunehmen. Wenn der Fechter unter 18 Jahren alt ist, muss zusätzlich eine „Sportärztliche Untersuchung“ vorgenommen sein, die dafür verbürgt, dass der Fechter keine ihn am Fechten behindernden Probleme hat. 
Für den Start bei Weltcup-Turnieren und internationalen Meisterschaften (Olympia, Welt- und Europameisterschaften) ist eine Lizenz des Weltverbandes F.I.E. erforderlich.

## Funktionen des Fechtpasses
Im Fechtpass wird eingetragen:
- Turnierreifeprüfung
- Verein, für den ein Fechter startberechtigt ist
- Sportärztliche Untersuchung für Kinder und Jugendliche (unter 18)
- Sperren und Strafen
- Teilnahme an Turnieren (bis zu 220 Turniere)
- Teilnahme an Lehrgängen (3 Seiten stehen hier zur Verfügung)
- Tätigkeit als Kampfrichter (bis zu 26 Turniere)

Außerdem steht eine Seite für Ehrungen, wie Landesmeisterschaften, Deutscher Meister oder Ähnliches, zur Verfügung.